# Elekiter

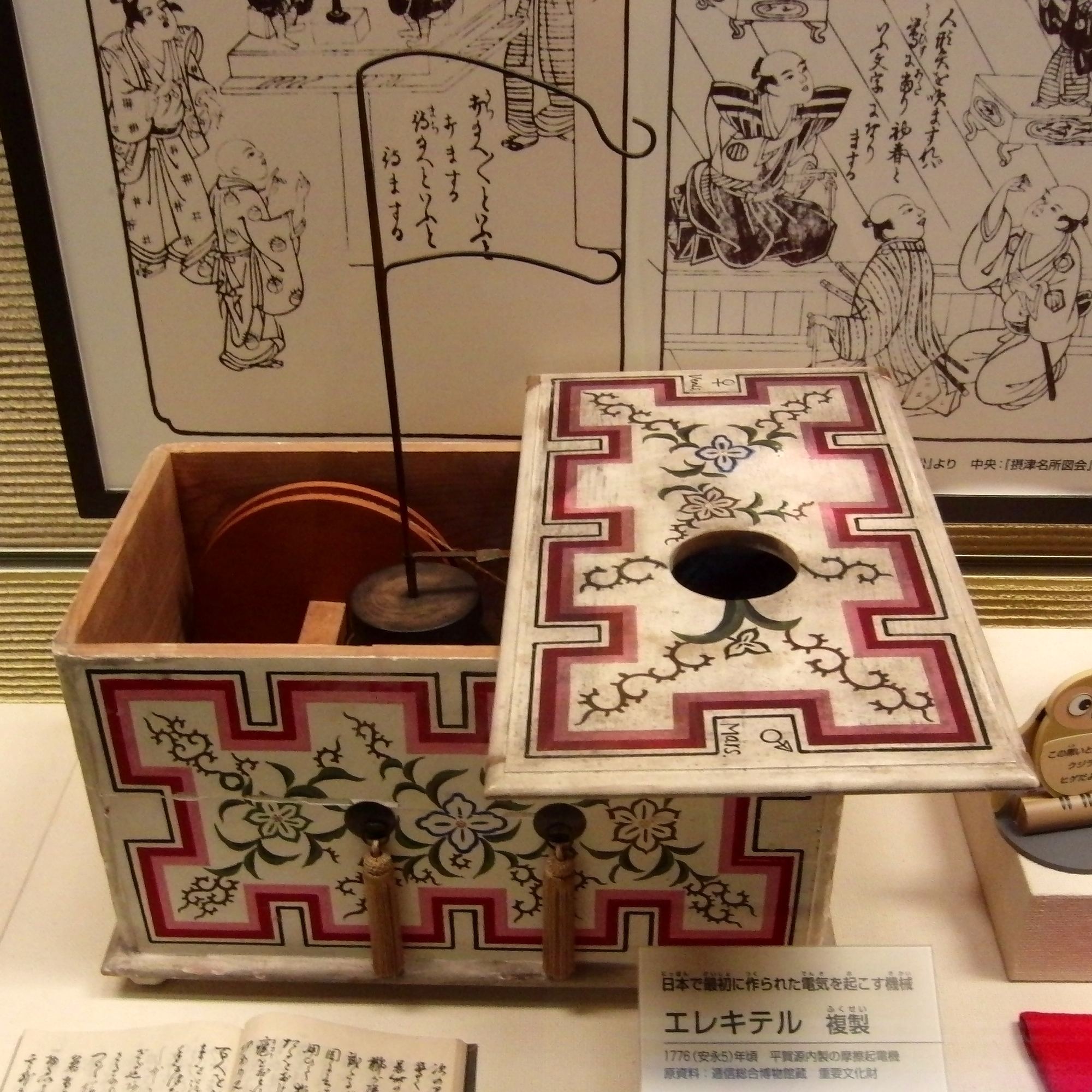
Elekiter

L'Elekiter (エレキテル?, Erekiteru) è generatore di elettricità statica utilizzato in Giappone nel XVIII secolo. Influenzato dalle scoperte degli olandesi, l'elekiter consiste in una scatola in cui viene prodotta elettricità per attrito.